# Quincy (Florida)
Quincy és una població dels Estats Units, seu del comtat de Gadsden, a l'estat de Florida. Segons el cens del 2000 tenia 6.982 habitants.

## Demografia
Segons el cens del 2000, Quincy tenia 6.982 habitants, 2.657 habitatges, i 1.830 famílies. La densitat de població era de 353,8 habitants/km².
Dels 2.657 habitatges en un 30,5% hi vivien nens de menys de 18 anys, en un 36,2% hi vivien parelles casades, en un 28,1% dones solteres, i en un 31,1% no eren unitats familiars. En el 27,9% dels habitatges hi vivien persones soles el 14,1% de les quals corresponia a persones de 65 anys o més que vivien soles. El nombre mitjà de persones vivint en cada habitatge era de 2,6 i el nombre mitjà de persones que vivien en cada família era de 3,17.
Per edats la població es repartia de la següent manera: un 27,8% tenia menys de 18 anys, un 9,6% entre 18 i 24, un 25,7% entre 25 i 44, un 20,6% de 45 a 60 i un 16,4% 65 anys o més.
L'edat mediana era de 35 anys. Per cada 100 dones de 18 o més anys hi havia 72,1 homes.
La renda mediana per habitatge era de 29.393 $ i la renda mediana per família de 31.890 $. Els homes tenien una renda mediana de 27.871 $ mentre que les dones 22.025 $. La renda per capita de la població era de 15.133 $. Entorn del 16,8% de les famílies i el 19,1% de la població estaven per davall del llindar de pobresa.

## Poblacions més properes
El següent diagrama mostra les poblacions més properes.